# New Japan Pro-Wrestling
La New Japan Pro-Wrestling, nome commerciale della New Japan Pro-Wrestling Co., Ltd. (新日本プロレス株式会社?, Shin Nihon Puroresu Kabushiki-kaisha), è un'azienda di intrattenimento, attiva nel settore del wrestling giapponese,  fondata da Antonio Inoki a Nakano nel 1972.
Nel 2012 venne venduta alla Bushiroad, colosso giapponese nel settore videoludico. Il presidente della NJPW è Hiroshi Tanahashi, in carica dal 23 dicembre 2023.
Nel corso della sua storia la NJPW ha vantato e vanta tuttora collaborazioni con federazioni di wrestling in tutto il mondo, tra cui la WWE (con l'evento WWF/AJPW/NJPW Wrestling Summit nel 1990), e attualmente con Consejo Mundial de Lucha Libre in Messico, Total Nonstop Action Wrestling, Ring of Honor e All Elite Wrestling (con la quale produce l'evento AEW×NJPW: Forbidden Door).
Negli anni '80 in Italia la NJPW fu trasmessa su delle televisioni regionali, con il commento di Tony Fusaro. Le federazioni mandate in onda furono la NJPW e la federazione femminile AJW. La trasmissione che mandava in onda questi match ebbe un grande successo.
Eurosport dal 2006 al 2008 trasmise la NJPW con il commento di Paolo Lanati, commentatore anche della TNA. Trasmise anche la UWFi.
Fight Network Italia,conosciuta anche come FN Sport ha trasmesso delle puntate del loro servizio streaming NJPW World, prodotto da TV ASAHI, con il commento originale.

## Storia

### Fondazione (1972-2011)

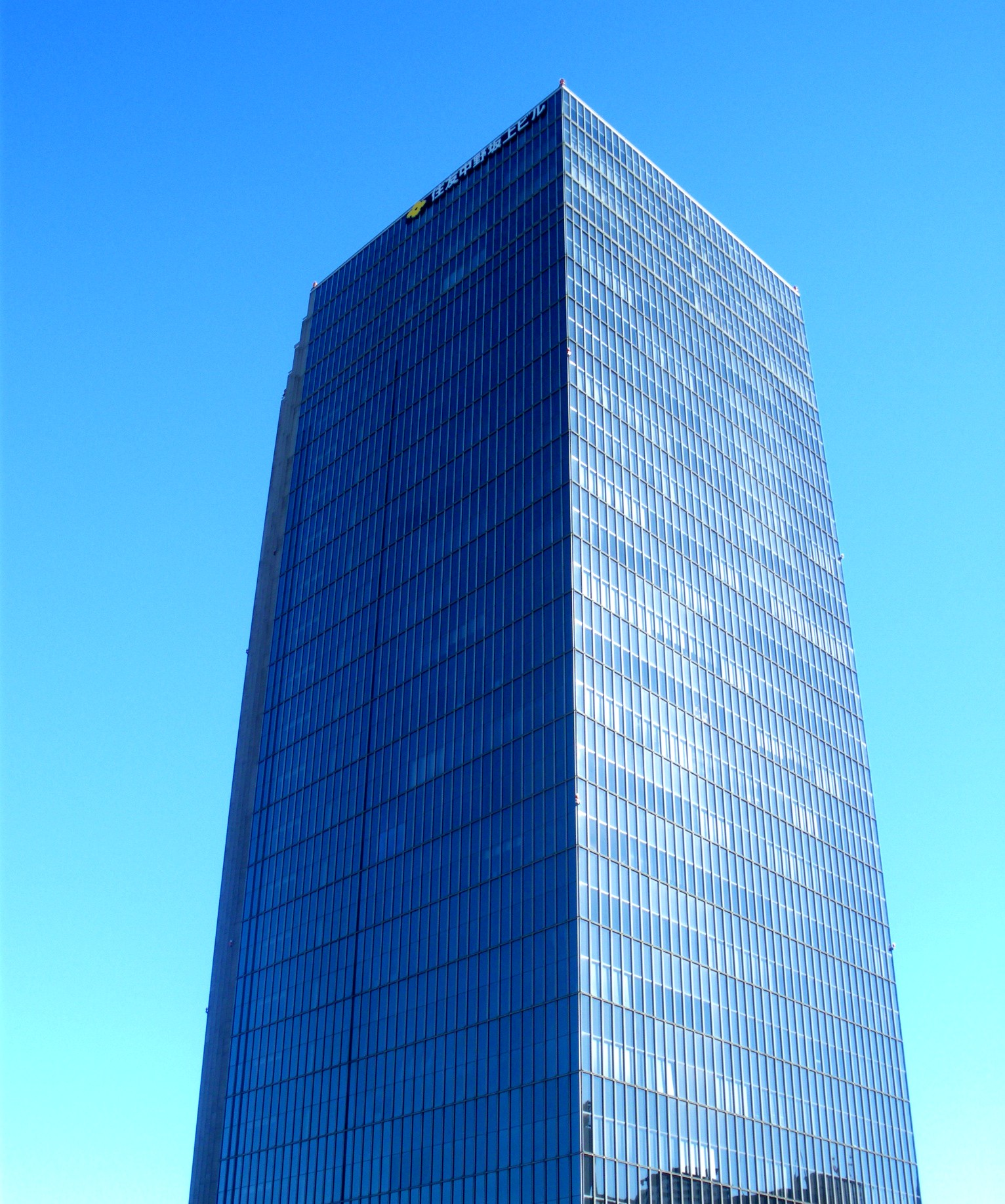
La sede centrale a Nakano

La federazione fu fondata da Antonio Inoki il 13 gennaio 1972 dopo il suo licenziamento dalla Japan Pro-Wrestling Alliance e fino al 1989 lo stesso Inoki ne fu il presidente, quando cedette il posto a Seiji Sakaguchi.
Nel 1983 la NJPW creò il suo organo direttivo, l'International Wrestling Grand Prix (IWGP), e il primo campione fu Hulk Hogan, che sconfisse Inoki per l'originale IWGP Heavyweight Championship, ma in seguito la prima cintura ufficiale fu creata nel 1987.
Nel corso della sua storia ha avuto diversi periodi di affiliazione nella NWA (dal 1975 al 1985 e ancora una volta dal 1992 al 1993 per poi riprenderne la collaborazione dalla fine degli anni 2000 ai primi anni del 2010) ed ha stretto vari accordi con promozioni di Arti marziali miste e con federazioni di wrestling di livello mondiale, oltre che organizzare show con le altre federazioni presenti in Giappone.

### Controllo della Bushiroad ed espansione (2012-2022)
Attualmente la NJPW è di proprietà della Bushiroad, che ha acquistato in seguito la totalità della federazione dalla Yuke's Future Media Creators.
Nel 2011 si è tenuto il primo show fuori dal territorio giapponese, l'NJPW Invasion Tour in collaborazione con la Jersey All Pro Wrestling, durante il quale è stato introdotto l'IWGP Intercontinental Championship. Al giorno d'oggi la NJPW organizza di frequente tour internazionali grazie alle sue partnership con la Ring of Honor e Total Nonstop Action Wrestling in America, la Revolution Pro Wrestling in Inghilterra e il Consejo Mundial de Lucha Libre in Messico.
Nel 2015 inoltre viene portato avanti un progetto che spinge la federazione ad espandersi a livello globale, aprendo scuole fuori dal giappone (LA Dojo) o stringendo accordi con altre scuole presenti in tutto il mondo, come il Fale Dojo in Nuova Zelanda, gestito dal wrestler Bad Luck Fale.
Nel novembre 2019 la Bushiroad ha acquisito la World Wonder Ring Stardom, federazione di wrestling femminile, portando così allo svolgimento del primo match di sole donne della storia della NJPW a Wrestle Kingdom 14. Inoltre viene aperta una filiale negli Stati Uniti, la New Japan Pro-Wrestling of America. A partire dal 7 agosto 2020 la NJPW of America ha cominciato a trasmettere un suo show settimanale chiamato  NJPW Strong. Nel 2022, sulla scia di Strong, la New Japan produce un nuovo show con sede in Oceania, chiamato NJPW TAMASHII, dove si esibiranno gli allievi del Dojo di Bad Luck Fale e atleti provenienti da quel continente.

### Espansione rivisitata e altri progetti (2023)
Gli show settimanali di  NJPW Strong vengono eliminati dalla programmazione della NJPW dal 28 gennaio 2023 dato che il progetto sarà quello di fare meno show ma più importanti. Durante l'anno se ne svolsero solo 3 nel territorio americano con questo brand.
Il 15 dicembre 2023 la NJPW è ha annunciato di essere fra i membri fondatori del gruppo United Japan Pro-Wrestling (UJPW), un'alleanza societaria per aiutare la presenza del pro-wrestling e il suo merito culturale nella società giapponese in generale con lo scopo di espandere e salvaguardare lo sviluppo del wrestling in Giappone.

### Tanahashi nuovo presidente (2023-)
Il 23 dicembre 2023, Hiroshi Tanahashi diventa il nuovo presidente della NJPW.
A WrestleKingdom 18, Hiroshi Tanahashi vince il primo titolo da presidente battendo Zack Sabre Jr. per il NJPW World Television Championship. Sempre in quello show David Finlay vince il nuovo IWGP Global Heavyweight Championship che sostituirà l'IWGP United States Championship.
Nel 2024 la NJPW con la Stardom si unisce all'Asia Pacific Federation of Wrestling, assieme ad altre compagnie di wrestling da tutto il territorio asiatico per espandere il wrestling nel continente, e sigla un nuovo accordo di partnership con la Costa Rica Wrestling Embassy.
Dopo l'allontanamento di Rossy Ogawa, nel 2024 viene annunciato che la Stardom diventerà di proprietà della stessa NJPW a partire dal 28 giugno.

## Riconoscimenti

### Titoli
| Titolo                                         | Titolo                         | Vittoria       | Vittoria | Vittoria                       | Vittoria |
| Nome                                           | Campione                       | Data           | Luogo    | Evento                         | Note     |
| ---------------------------------------------- | ------------------------------ | -------------- | -------- | ------------------------------ | -------- |
| IWGP World Heavyweight Championship            | Zack Sabre Jr.                 | 29 giugno 2025 | Aichi    | Tanahashi Jam                  | [ 8 ]    |
| IWGP Junior Heavyweight Championship           | El Desperado                   | 4 gennaio 2025 | Tokyo    | Wrestle Kingdom 19             | [ 9 ]    |
| IWGP Global Heavyweight Championship           | Gabe Kidd                      | 15 giugno 2025 | Osaka    | Dominion 6.15 in Osaka-Jo Hall | [ 10 ]   |
| NEVER Openweight Championship                  | Oleg Boltin                    | 15 giugno 2025 | Osaka    | Dominion 6.15 in Osaka-Jo Hall | [ 11 ]   |
| NJPW World Television Championship             | El Phantasmo                   | 29 aprile 2025 | Saga     | Hizen no Kuni                  | [ 12 ]   |
| IWGP Tag Team Championship                     | Taichi e Tomohiro Ishii        | 15 giugno 2025 | Osaka    | Dominion 6.15 in Osaka-Jo Hall | [ 13 ]   |
| IWGP Junior Heavyweight Tag Team Championship  | House of Torture (Sho e Douki) | 15 giugno 2025 | Osaka    | Dominion 6.15 in Osaka-Jo Hall | [ 14 ]   |
| NEVER Openweight Six Man Tag Team Championship | Toru Yano, Yoh e Master Wato   | 4 luglio 2025  | Tokyo    | New Japan Soul                 | [ 15 ]   |

Condivisi con la Stardom
| Titolo                    | Titolo   | Vittoria       | Vittoria | Vittoria       | Vittoria |
| Nome                      | Campione | Data           | Luogo    | Evento         | Note     |
| ------------------------- | -------- | -------------- | -------- | -------------- | -------- |
| IWGP Women's Championship | Sareee   | 21 giugno 2025 | Tokyo    | The Conversion | [ 16 ]   |

NJPW Strong
| Titolo                                  | Titolo                          | Vittoria       | Vittoria | Vittoria        | Vittoria |
| Nome                                    | Campione                        | Data           | Luogo    | Evento          | Note     |
| --------------------------------------- | ------------------------------- | -------------- | -------- | --------------- | -------- |
| Strong Openweight Championship          | Tomohiro Ishii                  | 11 aprile 2025 | Chicago  | Windy City Riot | [ 17 ]   |
| Strong Women's Championship             | AZM                             | 9 maggio 2025  | Ontario  | Resurgence      | [ 18 ]   |
| Strong Openweight Tag Team Championship | United Empire (Templario e TJP) | 9 maggio 2025  | Ontario  | Resurgence      | [ 18 ]   |

NJPW Tamashii
| Titolo                         | Titolo                                    | Vittoria      | Vittoria | Vittoria | Vittoria |
| Nome                           | Campione                                  | Data          | Luogo    | Evento   | Note     |
| ------------------------------ | ----------------------------------------- | ------------- | -------- | -------- | -------- |
| Tamashii Tag Team Championship | The Pretty Boys (Richard Mulu e Mark Tui) | 4 luglio 2025 | Auckland | Cold War |          |

### Titoli inattivi
- IWGP Heavyweight Championship (1987-2021)
- IWGP Heavyweight Championship (versione originale) (1983-1987)
- IWGP Intercontinental Championship (2011-2021)
- IWGP Third Belt Championship (2007-2008)
- IWGP U-30 Openweight Championship (2003-2006)
- IWGP United States Championship (2017-2023)
- KOPW Championship (2020-2024)
- J-Crown Unified Octuple Championship (1996-1997)
- Greatest 18 Club Championship (1990-1992)
- Asia Heavyweight Championship (1972-1981)
- Asia Tag Team Championship (1972-1981)
- NWF Heavyweight Championship (1970-1981)
- NWF North American Championship (1972-1981)
- NWA North American Tag Team Championship (1973-1981)
- WWF International Heavyweight Championship (1983-1985)
- WWF International Tag Team Championship (1985)
- WWF Junior Heavyweight Championship (1979-1991)
- WWF North American Heavyweight Championship (1972-1981)
- WWF World Martial Arts Heavyweight Championship (1978-1989)
- Real World Championship (1972)

#### J-Crown
Tra il 5 agosto 1996 ed il novembre 1997, NJPW concretizzò l'idea di Jushin Thunder Liger che voleva realizzare un'unificazione di diversi titoli detenuti da lottatori differenti e durante il torneo G1 Climax diede vita al J-Crown unificando otto cinture di campionati diversi ed appartenuti a cinque diverse federazioni suddivise tra Stati Uniti d'America, Giappone e Messico.

### Tornei
| Torneo                    | Ultimo vincitore                 | Data            | Note                                         |
| ------------------------- | -------------------------------- | --------------- | -------------------------------------------- |
| G1 Climax                 | Konosuke Takeshita               | 17 agosto 2025  | Sconfigge in finale Evil.                    |
| Best of The Super Juniors | Kosei Fujita                     | 1 giugno 2025   | Sconfigge in finale Yoh.                     |
| New Japan Cup             | David Finlay                     | 20 marzo 2025   | Sconfigge in finale Shota Umino.             |
| Super Jr. Tag League      | Robbie Eagles e Kosei Fujita     | 4 novembre 2024 | Sconfiggono in finale TJP e Francesco Akira. |
| World Tag League          | Tetsuya Naito e Hiromu Takahashi | 8 dicembre 2024 | Sconfiggono in finale Gabe Kidd e Sanada.    |

## Hall of Fame

### Greatest Wrestlers
Istituito nel 2007, l'NJPW Greatest Wrestlers corrisponde ad una Hall of fame in cui dal 2007 al 2011 sono stati inseriti più importanti i lottatori che hanno lottato per la federazione.
| Anno | Ring name                          | Riconoscimenti |
| ---- | ---------------------------------- | --- |
| 2007 | Antonio Inoki (Kanji Inoki)        | Fondatore della federazione nonché campione dei titoli IWGP Heavyweight Championship, WWF World Martial Arts Heavyweight Championship, NWA United National Championship e NWF Heavyweight Championship.                                                                             |
| 2007 | Seiji Sakaguchi                    | Tre volte detentore del titolo NWA North American Tag Team Championship, una volta NWF North American Heavyweight Championship ed una volta del WWF North American Heavyweight Championship.                                                                                        |
| 2007 | Kantaro Hoshino (Takeo Hoshino)    | Una volta detentore del titolo IWA World Tag Team Championship con Kotetsu Yamamoto e con il nome di Yamaha Brothers. Noto anche come promoter e manager. |
| 2007 | Kotetsu Yamamoto (Masaru Yamamoto) | Una volta detentore del titolo IWA World Tag Team Championship con Kantaro Hoshino e con il nome di Yamaha Brothers. |
| 2007 | Shoji Kai (Motoyuki Kitazawa)      | Nel 1976 vincitore del Karl Gotch Cup. Famoso come avversario al debutto di molte leggende come Rusher Kimura, Masa Saito, Tatsumi Fujinami, Osamu Kido, Mitsuo Momota, Satoru Sayama (l'originale Tiger Mask) e Hiro Saito.                                                        |
| 2009 | Kuniaki Kobayashi                  | Uno dei migliori "junior heavyweights" della federazione negli anni ottanta ed uno dei pochi a vincere entrambi i più prestigiosi titoli delle federazioni giapponesi (IWGP Junior Heavyweight Championship e AJPW World Junior Heavyweight Championship (All Japan Pro Wrestling). |
| 2009 | Akira Maeda                        | Due volte vincitore dell'IWGP Tag Team Championship e fondatore della Universal Wrestling Federation e della Fighting Network Rings. |
| 2009 | Black Cat (Víctor Manuel Mar)      | Una volta vincitore del Mexican National Junior Heavyweight Championship e Naucalpan Tag Team Championship. |
| 2010 | Animal Hamaguchi (Heigo Hamaguchi) | Allenatore e due volte vincitor del titolo All Asia Tag Team Championship e quattro volte dell'IWA World Tag Team Championship. |
| 2010 | Shinya Hashimoto                   | Membro dei Three Musketeers e tre volte vincitore dell'IWGP Heavyweight Championship e IWGP Tag Team Championship. Fondatore della Pro Wrestling ZERO1. |
| 2011 | Don Arakawa (Makoto Arakawa)       | Una volta detentore del titolo WWC Caribbean Tag Team Championship. Meglio conosciuto per i ruoli di underdog e comedy wrestler. |

### Greatest 18 Club
Il Greatest 18 Club è stata la prima Hall of Fame istituita dalla NJPW, nel 1990 in occasione del trentesimo anniversario della carriera di Antonio Inoki. Di questo gruppo fanno parte lo stesso Inoki, Hulk Hogan, Dusty Rhodes, Lou Thesz, Karl Gotch, André the Giant, Stan Hansen, Seiji Sakaguchi, Wim Ruska, Billy Robinson, Hiro Matsuda, Bob Backlund, Verne Gagne, Strong Kobayashi, Muhammad Ali, Nick Bockwinkel, Johnny Powers e Johnny Valentine. Per l'occasione Lou Thesz creò il Greatest 18 Club Championship e lo assegnò a Riki Chosu.

## Partnership
Oltre alla superstars che la NJPW mette sotto contratto (pratica tornata in uso dopo la partenza di AJ Styles e Shinsuke Nakamura nel 2016), sono molte le federazioni con cui essa collabora, fra cui la All Japan Pro Wrestling, la Pro Wrestling Noah, la DDT Pro-Wrestling, la Ganbare, la Dragon Gate, la World Wonder Ring Stardom, la Tokyo Joshi Pro-Wrestling, Big Japan Pro Wrestling (nell'ambito dello United Japan Pro Wrestling Group), la All Elite Wrestling, Major League Wrestling, Consejo Mundial de Lucha Libre e Ring of Honor.

## Distribuzione
- Locale
  - TV Asahi
  - Fighting TV Samurai
  - AbemaTV
- Internazionale
  - FITE TV
  - NJPW World
  - Fight Network
  - Extreme Sports
  - Roku Channel
  - AXS TV

## Eventi
- NJPW
  - Wrestle Kingdom
  - New Year Dash!!
  - The New Beginning
  - Anniversary Show
  - Sakura Genesis
  - Satsuma no Kuni
  - Wrestling Dontaku
  - Dominion
  - Destruction
  - King of Pro-Wrestling
  - Power Struggle
- NJPW Strong 
  - Battle in the Valley
  - Capital Collision
  - Fighting Spirit Unleashed
  - Lonestar Shootout
  - Windy City Riot
  - Resurgence
  - Strong Style Evolved
- In collaborazione 
  - All Together (con UJPW)
  - FantasticaMania (con CMLL)
  - Forbidden Door (con AEW)
  - Multiverse United (con TNA)
  - Royal Quest (con RevPro)
  - Historic X-over (con Stardom)